# Яворский, Мариан
Мариа́н Франци́шек Яво́рский (пол. Marian Franciszek Jaworski; 21 августа 1926, Львов, Вторая Речь Посполитая — 5 сентября 2020, Краков, Польша) — украинский кардинал. Титулярный епископ Ламбези и апостольский администратор Львова с 21 мая 1984 по 16 января 1991. Архиепископ Львова с 16 января 1991 по 21 октября 2008. Кардинал in pectore с 21 февраля 1998 по 21 февраля 2001. Кардинал-священник с титулом церкви Сан-Систо с 21 февраля 2001 по 5 сентября 2020.

## Ранние годы и образование
Родился Мариан Яворский 21 августа 1926 года, во Львове, Вторая Речь Посполитая (ныне Львов, Украина). Сын Винцента Яворского и Станиславы Ластовецкой. При крещении ему было имя Мариан Францишек.
Поступил, по окончании школы, во Львовскую Высшую духовную семинарию, затем в 1945 году переехал в Кальварию-Зебжидовскую, Польша, затем учился в Ягеллонском университете в Кракове, где в 1952 году получил степень доктора богословия. Позднее учился в Люблинском католическом университете, где в 1954 году получил степень доктора философии, а также в Варшавской богословской академии, получив в 1965 году степень хабилитированного доктора по философии религии.

## Священник
Рукоположён в священника 25 июня 1950 года в Кальварии Зебжидовской (Краков) Евгениушем Базяком, латинским архиепископом Львова. Викарий прихода Башня (Любачув) в 1950—1952 годах. Викарий прихода Поронин. Дальнейшее обучение в Кракове в 1952—1954 годах, дальнейшее обучение в Люблине и Варшаве в 1954—1965 годах.
Секретарь Научного совета епископата Польши в 1970—1984 годы. Декан Папского богословского отделения в Кракове в 1976—1981 годы. Почётный прелат Его Святейшества с 14 декабря 1976 года. Ректор Папской богословской академии в Кракове в 1981—1987 годы.

## Епископ
21 мая 1984 года избран титулярным епископом Ламбези и назначен апостольским администратором Львова на территории в пределах Польши (Любачув). Посвящён в епископы 23 июня 1984 года, на Вавеле, в Кракове, архиепископом Кракова кардиналом Франтишеком Махарским, при содействии соконсекраторов: архиепископа Вроцлава Хенрика Романа Гулбиновича и епископом Тарнова Ежи Аблевича. Его епископским девизом было «Mihi vivere Christus est». Доктор Honoris Causa Боннского университета, Германия, 1985 год.
16 января 1991 года назначен архиепископом—митрополитом Львова латинского обряда. Председатель Конференции католических епископов Украины с 1992 по 2008. Апостольский администратор Луцка в 1996—1998 годах. Ректор Высшей духовной семинарии во Львове-Брюховичах с 1997 по 2008.

## Кардинал
Возведён в кардиналы и скрыт in pectore на консистории от 21 февраля 1998 года. Объявлен на консистории от 21 февраля 2001 года. Получил красную биретту и титулярную церковь Сан-Систо 21 февраля 2001 года.
Участник Конклава 2005 года, где был избран папа Бенедикт XVI. Утратил право на участие в конклаве, когда 21 августа 2006 года ему исполнилось восемьдесят лет. 21 октября 2008 года Папа принял отставку с поста архиепископа Львова латинского обряда в соответствии с абзацем 1 канона 401 Кодекса канонического права.
Скончался кардинал Мариан Яворский 5 сентября 2020 года, в Кракове, в Польше.

## Награды и звания
- Орден князя Ярослава Мудрого IV степени (2006 год)[4]
- Орден князя Ярослава Мудрого V степени (2004 год)
- Орден «За заслуги» III степени (2001 год)[5]
- Орден Белого Орла (2017 год)[6]
- Командор со звездой ордена Возрождения Польши (2007 год)[7]
- Золотая Медаль «За заслуги в культуре Gloria Artis» (2016 год)
- Почётный доктор Боннского университета (1985 год, Германия)
- Почётный доктор Варшавского университета (2002, Польша)
- Почётный доктор Краковского университета (2006 год, Польша)
- Почётный доктор Папского Теологического Отделения во Вроцлаве (2006 год, Польша)
- Почётный гражданин Кракова (2006 год, Польша)
- Почётный гражданин Любачува (Польша)